# Schweindorf
Schweindorf es un municipio situado en el distrito de Wittmund, en el estado federado de Baja Sajonia (Alemania). Su población estimada a finales de 2016 era de 765 habitantes.
Se encuentra ubicado al norte del estado, a poca distancia de la costa del mar del Norte.